# Eugène de Beauharnais, 1. hertug af Leuchtenberg
Eugène de Beauharnais (født 3. september 1781 i Paris, død 21. februar 1824 i München) var søn af kejserinde Joséphine de Beauharnais, og han blev stedsøn og adoptivsøn til Napoleon 1. af Frankrig. Eugène de Beauharnais blev kejserlig prins og en del af den kejserlige familie, men har fik aldrig arveret til den franske trone.

## I fransk tjeneste
Som ung officer i den franske hær deltog Eugène de Beauharnais i flere af Napoleons krige.
I 1805 blev Napoleon konge i det nyoprettede italienske kongerige, mens Eugène de Beauharnais blev Italiens vicekonge.
Frem til Kongeriget Italiens opløsning i 1814 kommanderede Eugène de Beauharnais de italienske hære, der kæmpede på fransk side.

## Gift med Augusta af Bayern
Efter ordre fra Napoleon giftede Eugène de Beauharnais sig med Augusta af Bayern i 1806. Hun var datter af Maximilian 1. Joseph af Bayern.
I 1814 slog parret sig ned i Bayern, og i 1817 udnævnte svigerfaderen Eugène til titulær hertug af Leuchtenberg.

## Efterkommere
Augusta af Bayern og Eugène de Beauharnais fik følgende børn:
1. Josefine af Leuchtenberg, 1807 – 1876, dronning af Sverige og Norge, gift med Oscar 1. af Sverige og Norge.
2. Hortense af Leuchtenberg, 1808–1847, gift med Frederik Wilhelm af Hohenzollern-Hechingen.
3. Auguste de Beauharnais (2. hertug af Leuchtenberg), 1810–1835, gift med dronning Maria 2. af Portugal.
4. Amélie af Leuchtenberg, 1812–1873, gift med kejser Pedro 1. af Brasilien.
5. Théolinde af Leuchtenberg, 1814–1857, gift med Wilhelm von Urach (1. hertug af Urach), fik fire døtre, stedmor til Mindaugas 2. af Litauen, kortvarigt konge i 1918.
6. Maximilian af Leuchtenberg (3. hertug af Leuchtenberg), 1817-1852, gift med Maria Nikolajeva af Rusland (1819-1876), senere hertuger af Leuchtenberg nedstammer fra dem.